# District de Kanchipuram
Le district de Kanchipuram est un district de l'état du Tamil Nadu, dans le sud de l'Inde. Sa capitale est Kanchipuram.

## Géographie
La superficie du district est de  4 483 km2. Au recensement de 2011, il comptait 3 998 252 habitants. Par projection sur la base de taux de croissance probables, sa population en 2025 est estimée à 5 810 000 habitants.